# Bothkamp
Bothkamp település Németországban, Schleswig-Holstein tartományban. Lakosainak száma 248 fő (2023. december 31.).

## Népessége
A település népességének változása:
| Lakosok száma | 314  | 265  | 264  | 270  | 256  | 248  |
|               | 1975 | 2017 | 2019 | 2021 | 2022 | 2023 |

## Nevezetességei
A Bülow bárók családi kastélya. Ebben állították fel Karl Friedrich Zöllner javaslatára azt a csillagvizsgálót, (Sternwarte Bothkamp), aminek első igazgatója (1870–1874 között) Zöllner tanítványa, Hermann Carl Vogel lett.